# Arachnodes dichrous
Arachnodes dichrous là một loài bọ cánh cứng trong họ Bọ hung (Scarabaeidae).